# Piliny

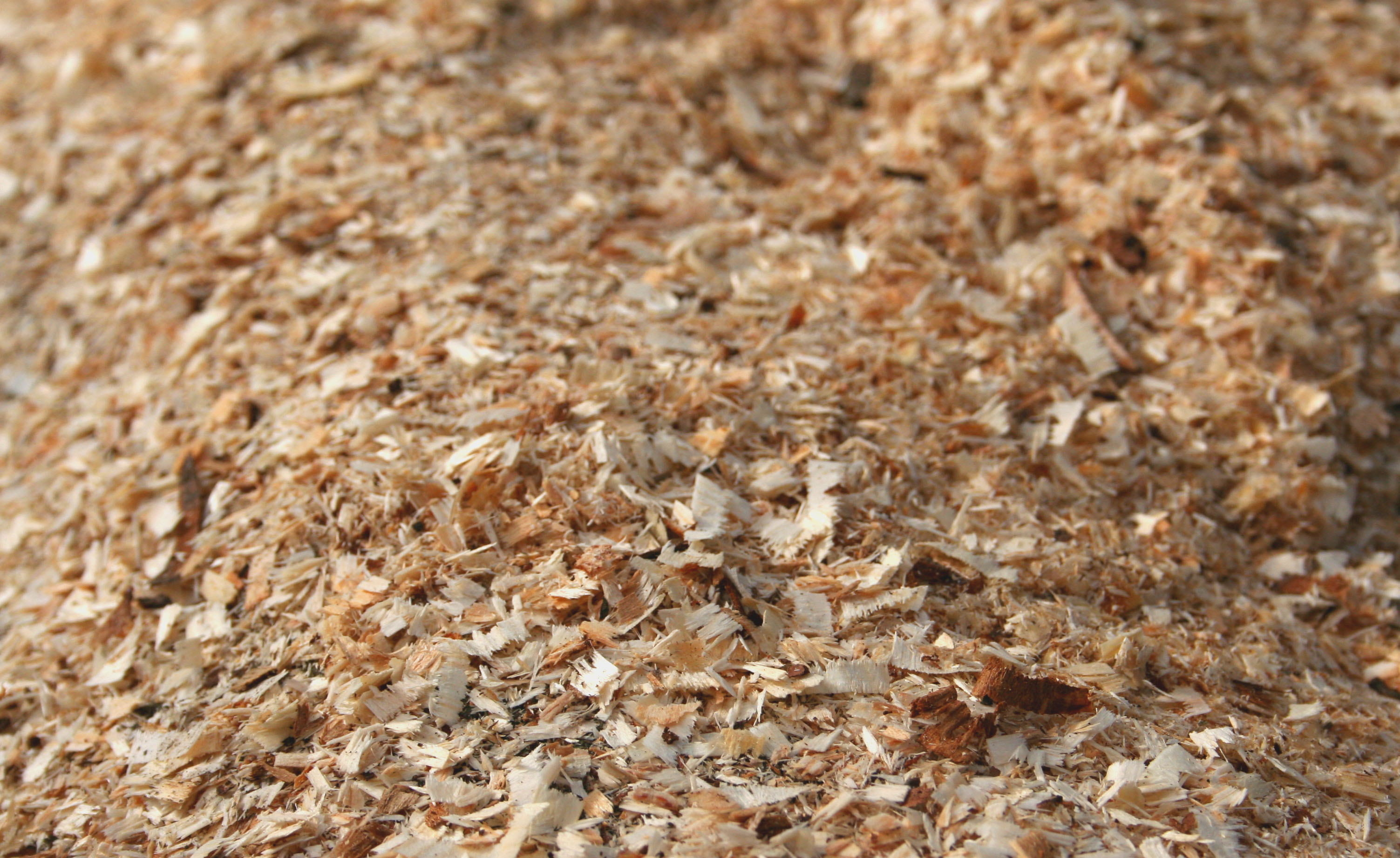
Piliny

Piliny jsou drobné kousky dřeva nebo jiného materiálu. Vznikají jako vedlejší produkt při řezání pilou (odtud název), při pilování nebo při jiném obrábění (např. broušení). Při hoblování dřeva vznikají hobliny, odpad vznikající při obrábění kovů nazýváme třísky.

## Dřevěné piliny
Hospodářský význam mají především dřevěné piliny, které vznikají ve velkém množství jako odpad na pilách a využívají se mnoha různými způsoby. Používají se na zahradě jako mulč, podestýlka pro zvířata, jako palivo (buď přímo v pilinových kamnech nebo slisované v dřevěných briketách) či jako surovina pro výrobu dřevotřískových desek.
Dřevěné piliny mohou tvořit se vzduchem výbušnou směs. Může dojít ke samovznícení nebo k prachovému výbuchu.

## Zdravotní rizika
Dřevěný prach nebo piliny mohou být nebezpečnou chemickou látkou i karcinogenem. Expozice dřevěnému prachu v dřevařských provozech může vést k vyrážkám, dýchacím obtížím, bolestem hlavy a alergickým reakcím. Zdravotní obtíže mohou být způsobeny chemickými kontaminanty (herbicidy a pesticidy obsahující arsen, chrom, měď, pentachlorfenol a kreosot) nebo plísněmi, houbami i přírodními chemikáliemi obsaženými ve dřevě. 
Dřevěný prach může způsobit i vznik nádorových onemocnění – rakovinu nosní přepážky, rakovinu plic nebo Hodgkinův lymfom.